# Валдімар Тріггвейзон
 Бьярні Валдімар Тріггвейзон (21 вересня 1945 , Рейк'явік  — 5 квітня 2022 , Лондон, Онтаріо ) — канадський фізик, астронавт Канадського космічного агентства.

## Освіта, робота
Народився в столиці Ісландії Рейк'явіку, але в ранньому дитинстві переїхав до Канади, де проживав в Ванкуверi. Початкову школу закінчив у провінції Нова Шотландія, середню школу - в Річмонді (Британська Колумбія). В 1972 у отримав ступінь бакалавра з прикладної фізики в Університеті Британської Колумбії (Ванкувер) .
В роках 1972 - 1973 працював в Торонто метеорологом з групою з вивчення фізики хмар в службі контролю атмосфери (нині Міністерство навколишнього середовища Канади). Фундаментальну наукову освіту отримував в Університеті Західної Онтаріо, спеціалізуючись по прикладної математики і гідродинаміці. Там з 1974 по 1979 він був науковим співробітником лабораторії моделювання прикордонного шару в аеродинамічній трубі.
В 1978 у недовгий час пропрацював в Університеті Кіото (Японія) і Університеті Джеймса Кука в Таунсвіллі (Австралія).
В роках 1979—1982 викладав в Університеті Західної Онтаріо. У 1982—1984 роках працював науковим співробітником аеродинамічній лабораторії низьких швидкостей в Національній науково-дослідній раді Канади. Брав участь у розслідуванні причин загибелі нафтової бурової платформи «Оушен Рейнджер» у лютому 1982 року.
У 1982–1992 роках продовжував читати лекції з структурної динаміці і випадкової вібрації в Оттавському і Карлтонському університетах (Оттава).

## Космічна підготовка
У червні 1983 року Національний науково-дослідний рада Канади почав свій перший відбір до загону астронавтів у зв'язку з підписанням американо-канадського угоди про спільні космічні польоти на американських шаттлах. 5 грудня 1983 були оголошені імена шести канадських астронавтів, серед яких був і 38-річний Бьярні Тріггвасон. З лютого 1984 проходив підготовку в Космічному центрі ім. Джонсона як спеціаліст з корисного навантаження.

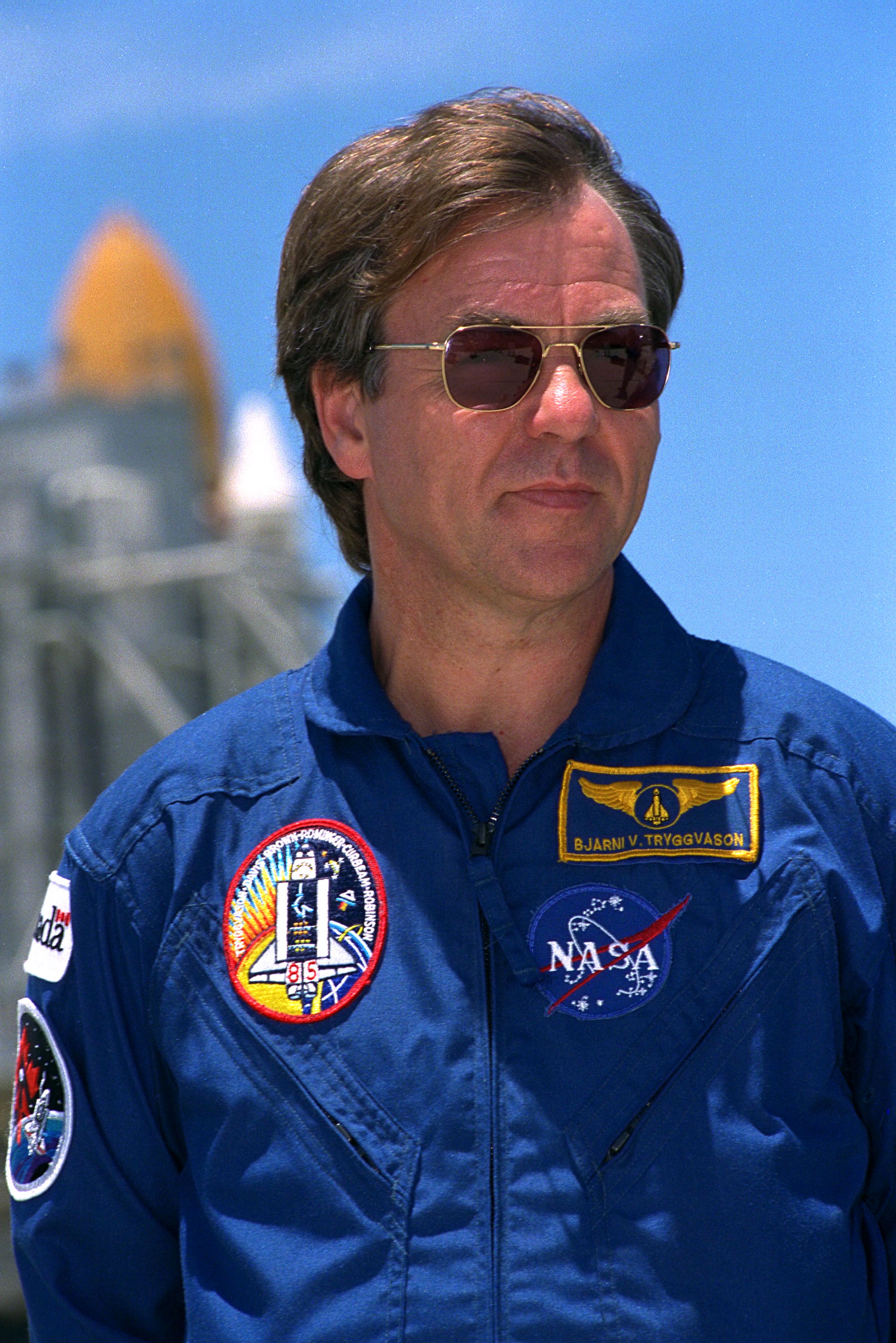
Тріггвейзон

12 грудня 1985 кандидатура Тріггвейзон була затверджена як дублер фахівця з корисного навантаження Стівена Маклейна для польоту на STS- 71F, спочатку планувався на 1987 рік. Але після того як трапилася катастрофа шатла «Челленджер», політ був перенесений на 1992 рік і отримав позначення STS -52.
Б. Тріггвасон був постановником експерименту в наступних проектах: розробка ізолюючої платформи (Large Motion Isolation Mount, LMIM), неодноразово літав на літаках НАСА KC -135 і DC -9 ; віброізолюючиєю платформи для умов мікрогравітації (Microgravity vibration Isolation Mount, MIM), що працювала на орбітальній станції «Мир» у квітні 1996 по січень 1998 року і забезпечувала ряд канадських і американських експериментів з матеріалознавства і гідромеханіці ; платформи MIM -2, задіяної в польоті STS -85 в серпні 1997 року. Був також ініціатором і технічним керівником на ранній стадії розробки віброізолюючиєю підсистеми для умов мікрогравітації (Microgravity Vibration Isolation Subsystem, MVIS), яку ККА створювало для європейського модуля «Коламбус».
У 1989 році було створено Канадське космічне агентство.  З цього часу всі канадські астронавти стали членами загону астронавтів ККА.

## Політ на «Діскавері»

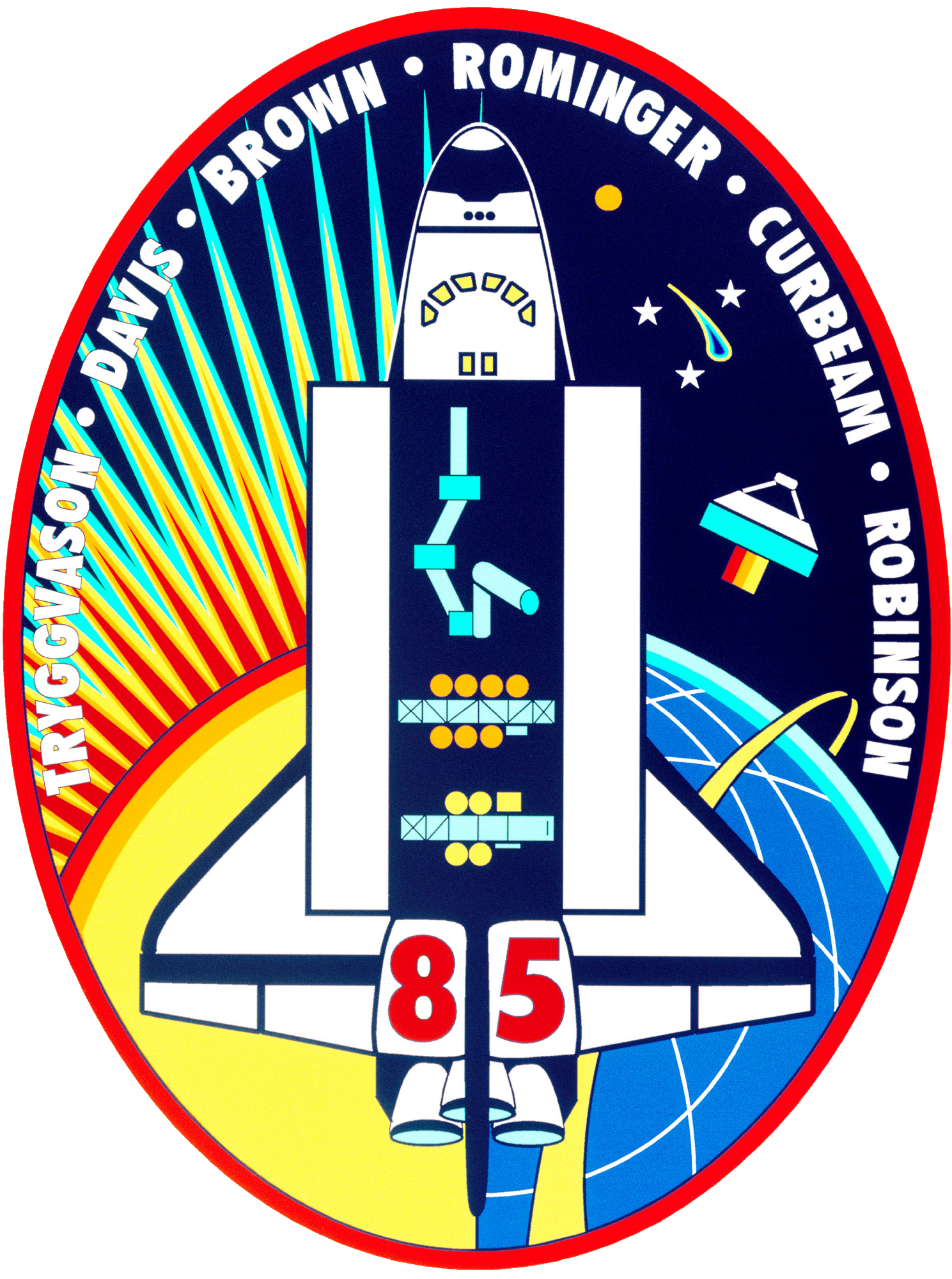
STS-85

Свій єдиний політ у космос 51-річний Бьярні Тріггвасон здійснив 7 — 19 серпня 1997 на борту шатла «Діскавері» (STS-85) як спеціаліст з корисного навантаження. Основним завданням цього польоту було виведення на орбіту і зняття з неї супутника з американо-німецьким криогенним телескопом-спектрометром для вивчення атмосфери CRISTA - SPAS -2. Валдімар Тріггвейзон займався випробуваннями платформи MIM-2 і виконанням експериментів з визначення чутливості наукового обладнання до вібрації, створюваної системами космічного корабля і екіпажем.
Тривалість польоту склала 11 діб 20 годин 28 хвилин 7 секунд.

## Після польоту
У серпні  1998 Тріггвейзон було запропоновано пройти підготовку в Космічному центрі ім. Джонсона як спеціаліста польоту спільно з астронавтами НАСА 17-го набору. 27 серпня 2000, отримавши відповідну кваліфікацію, виявився в першій групі астронавтів, підготовлених як для польотів на шаттлах, так і для експедицій на МКС.
Надалі працював в НАСА, будучи представником екіпажу в лабораторії комплексування бортовий радіоелектронної апаратури шаттла (Shuttle Avionics Integration Laboratory, SAIL), яка зазвичай відчуває програмне забезпечення ще до орбітального польоту. Також займався забезпеченням системи імітації в тренажерному центрі в Х'юстоні, був представником ККА в робочій групі НАСА з вимірювання мікрогравітації і в об'єднаній групі з аналізу мікрогравітації на МКС.
У 2001-2003 роках Тріггвейзон покидав ККА і працював у приватній сфері. У 2004 у повернувся в агентство, але в червні 2008, через 25 років після приходу в космонавтику, остаточно розлучився з ним. Викладає в Університеті Західної Онтаріо в Лондоні (провінція Онтаріо).

## Нагороди
- Орден Ісландського сокола
- Медаль НАСА «За космічний політ»